# Catarata Della
Las cataratas Della (del inglés: 'Della Falls'); en francés: Chutes Della son una gran catarata de Canadá, localizadas en la provincia de la Columbia Británica, en la isla de Vancouver, dentro del área protegida del Parque Provincial Strathcona. Es ampliamente considerada como la más alta de Canadá, aunque hay algunas dudas sobre si se merece este título.

## Altura y localización

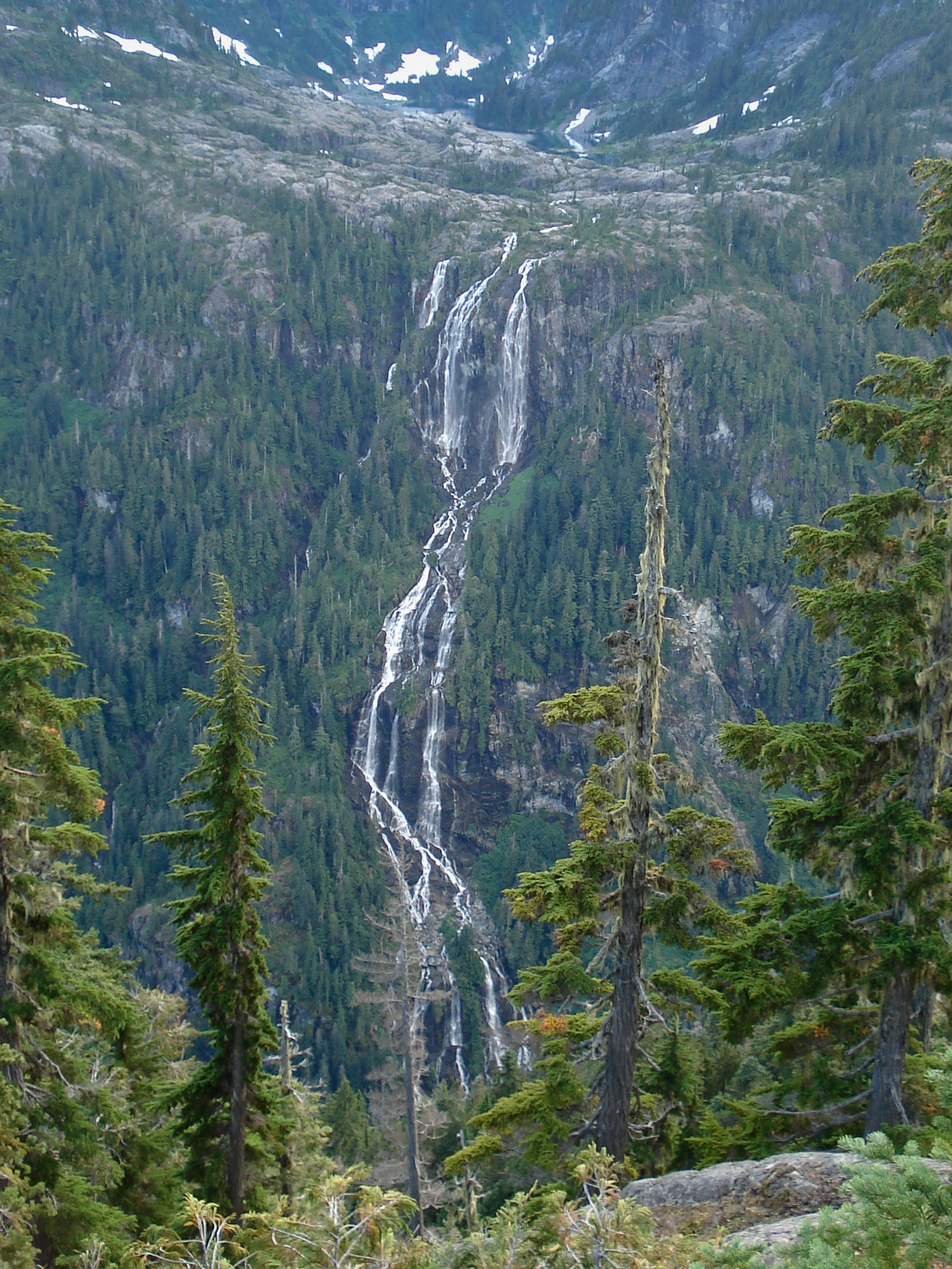
Las cataratas vistas desde el sendero al lago Love.

Con la mayor caída vertical total (medida en 440 metros), las cataratas Della son la caída de agua más alta de Canadá, aunque hay varios saltos de agua en la misma Columbia Británica que se cree que podrían superar los 600 metros aunque no en altura vertical (como Alfred Creek Falls, Deserted River Falls, Francis Falls o Gold Creek Falls). Las cataratas Della ocuparían el lugar 16 en el mundo en términos de caída vertical.[cita requerida]
Las cataratas se encuentran a 60 km de la ciudad de Port Alberni, dentro del Parque Provincial Strathcona . La única manera de llegar a ellas,, que no sea en helicóptero, es atravesando el lago Great Central en barco (un gran lago de 51 km² y más de 45 km de largo); la única carretera de acceso al lago se encuentra en el lado opuesto del parque de Strathcona. Después de un cruce de 35 km en el lago, hay un muelle y una zona de acampada que marca el inicio del Parque Strathcona y que se puede utilizar como un campamento base antes de intentar los siguientes 15 km de ascenso a la base de las cataratas. Hay disponibles más cámpines a lo largo del camino y cerca de la misma base de las cataratas. La caminata, parte de la cual sigue una antigua vía férrea, toma alrededor de siete horas de ida y es adecuada para excursionistas de nivel intermedio.

## Descubrimiento

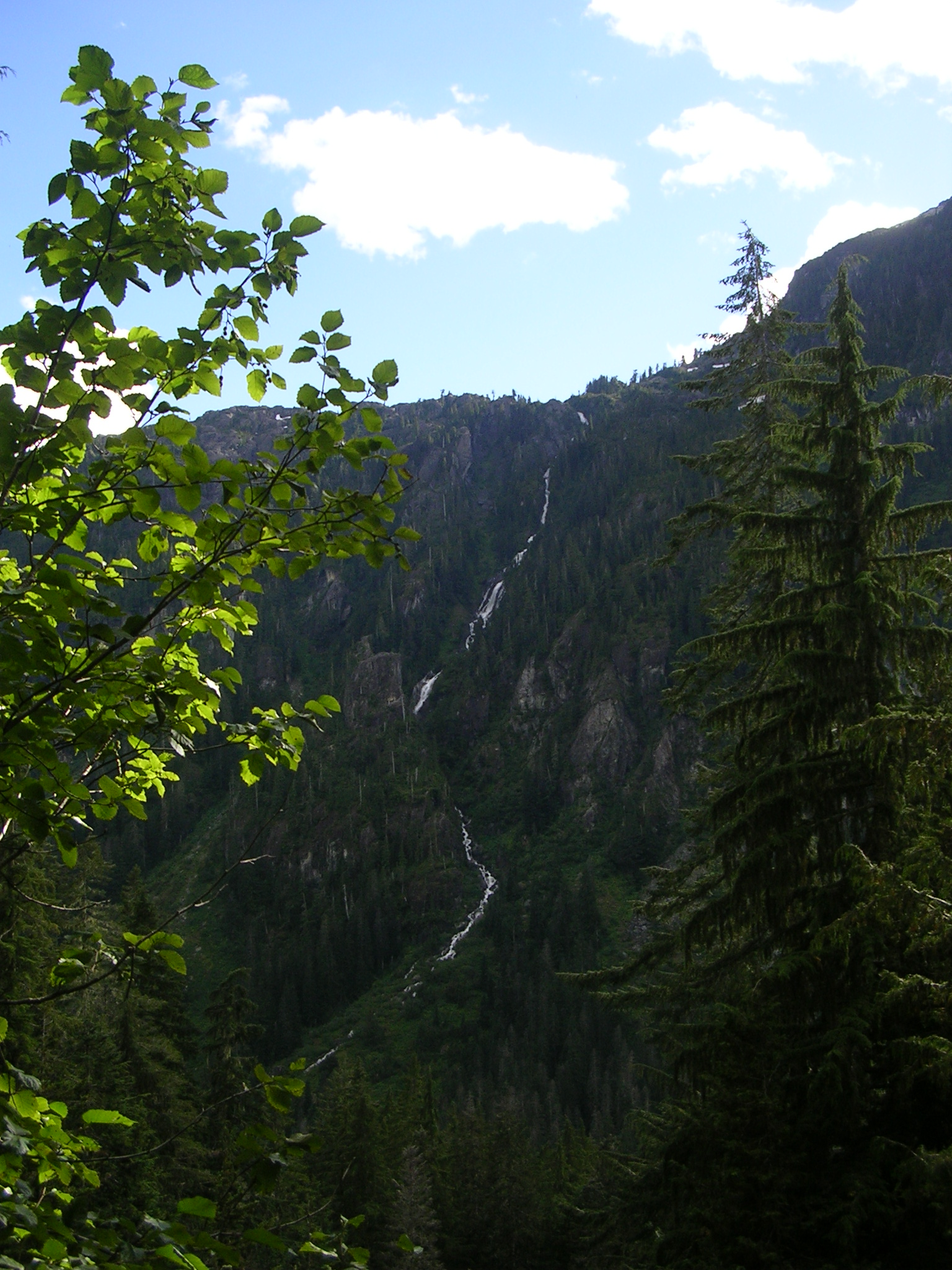
Las cataratas vistas desde la base.

El primer occidental del que hay constancia que visitó por vez primera las cataratas fue Joe Drinkwater, un prospector y trampero. En el otoño de 1899, dos prospectores de Port Alberni, Drinkwater y Joe Nichols Davie venían de jalonar (es decir, "reservar") un grupo de concesiones (reclamos) de en las montañas Big Interior, situadas en las proximidades, ciuando Drinkwater  las descubrió y las bautizó en honor de su esposa Della (nacida Fayette; también bautizó con el nombre de su esposa el lago Della).
Drinkwater también construyó un sendero de 16 km a las cataratas a través del arroyo Drinkwater (Drinkwater Creek). Aún se conservan evidencias de su actividad minera (de oro) en la zona, incluyendo un teleférico, que aún se pueden ver cerca de las cataratas.